# Systém pro rozpoznávání tváře

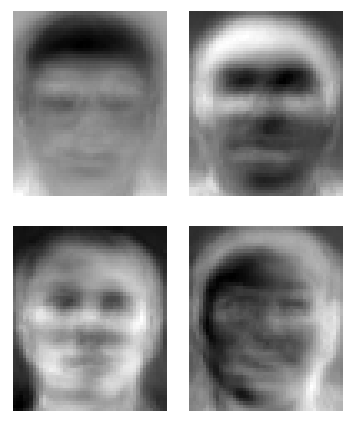
Vlastní tvář (AT&T).

Systém na rozpoznávání tváře (či systém pro rozpoznávání obličeje) je počítačový program na identifikaci osob z fotografií či videí. Rozpoznávání tváří se provádí podle geometrických charakteristik obličeje a porovnává se s databází. Lze určovat i pohlaví a odhadovat věk osob. Automatické rozpoznávání tváří však nefunguje stoprocentně a lze jej zmást. Pomocí speciálně navržených brýlí se lze vydávat za někoho jiného. Systém rozpoznávání tváře je používán i bez vědomí uživatelů. Fotografie lze ale upravit tak, aby rozpoznávání tváře selhalo, a to díky speciálnímu softwaru, který obrázek jemně zkreslí, aniž by to pouhé lidské oko rozpoznalo.
Regulace ohledně rozpoznávání se ve skutečnosti úplně nedodržuje. Evropský inspektor ochrany údajů (EDPS) navrhuje úplný zákaz této technologie k obecným účelům.

## Historie
Historie rozpoznávání obličejů sahá až do 60. let 20. století, kdy byly první pokusy o automatické zpracování obličejů prováděny ručně. V roce 1964 začal výzkum na poli rozpoznávání obličejů, kde byly použity geometrické metody k analýze tváří. Významný pokrok přišel v 90. letech 20. století, kdy začaly být zaváděny pokročilé statistické metody a strojové učení. Tyto metody se staly základem pro dnešní algoritmy, které umožňují rozpoznávání obličejů i za složitějších podmínek.

## Základní principy technologie rozpoznávání obličeje
Technologie rozpoznávání obličejů zahrnuje několik kroků, které společně zajišťují úspěšnou identifikaci nebo ověření identity na základě obrazu obličeje. Tento proces lze rozdělit do čtyř hlavních fází: detekce obličeje, předzpracování obrazu, extrakce rysů a klasifikace.

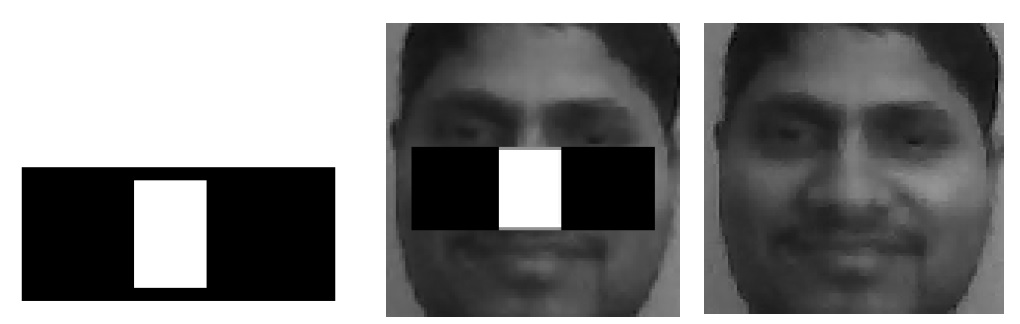
Haar Funkce, která vypadá podobně jako hřbet nosu, je aplikována na tvář.

Detekce obličeje je první a nejdůležitější fází systému rozpoznávání obličejů, která určuje, zda se na obrázku nebo videu nachází obličej. Tato fáze obvykle využívá algoritmy pro zpracování obrazu, které identifikují rysy typické pro obličej, jako jsou oči, nos a ústa. Algoritmy jako Haarův kaskádový klasifikátor nebo modernější metody založené na hlubokém učení (například konvoluční neuronové sítě) hrají roli v detekci obličeje i v dynamických podmínkách, například na přeplněných veřejných místech.
Předzpracování obrazu zahrnuje techniky, které připravují obraz pro další analýzu. Techniky zahrnují normalizaci, která transformuje obrazy různých velikostí a měřítek do jednotné podoby, a zarovnání obličeje, které lokalizuje body, jako jsou oči, nos a ústa, pro standardizaci orientace obličeje.
Další důležitou částí předzpracování je vylepšení obrazu, což zahrnuje odstraňování šumu a zvyšování kontrastu pro zlepšení kvality. Například osvětlení může ovlivnit jasnost a detaily obrazu, což může vést ke špatné identifikaci. Použití histogramové ekvalizace nebo Gaborových filtrů pomáhá tyto problémy řešit. Tyto techniky zajišťují, že obraz obličeje je optimální pro další analýzu.
Extrakce rysů je proces, při kterém jsou z obrazu obličeje získávány charakteristiky, které reprezentují identitu jednotlivce. Cílem je redukovat velké množství dat na menší sadu informací, které jsou dostatečné pro klasifikaci. Klíčové metody zahrnují analýzu hlavních komponent (PCA) a lokální binární vzory (LBP), které zdůrazňují jedinečné rysy, jako je textura kůže nebo geometrie obličeje.
Klasifikace rysů je závěrečným krokem, kde jsou extrahované rysy porovnávány s databází známých obličejů. Algoritmy jako k-nejbližší soused, podporované vektorové stroje (SVM) nebo konvoluční neuronové sítě (CNN) přiřazují obraz k příslušné třídě na základě minimální odchylky nebo pravděpodobnosti shody. Tato fáze zahrnuje jak ověřování identity (ověření jednoho obličeje), tak identifikaci (porovnání obličeje s více obrazy v databázi).

## Faktory ovlivňující rozpoznávání obličeje
Navzdory pokrokům v technologii rozpoznávání obličejů čelí systémy mnoha problémům, zejména v reálných a nekontrolovaných podmínkách. Tyto výzvy zahrnují osvětlení, variace póz, výrazy obličeje, plastické operace, stárnutí, nízké rozlišení a zakrytí obličeje, což často vede k nesprávné identifikaci.
Osvětlení může způsobit, že obličej vypadá na snímku jinak, i když se jedná o stejnou osobu. Stíny a změny kontrastu ztěžují systémům správné rozpoznání. Řešení zahrnují histogramovou ekvalizaci, 3D modely a extrakci rysů pomocí Gaborových filtrů. Přesto osvětlení zůstává jedním z hlavních problémů v nekontrolovaných podmínkách.
Rozdílné úhly pohledu, například při otáčení hlavy, mohou způsobit, že systém selže. Řešením je využití 3D modelů nebo databází s různými pózami, které umožňují lepší trénink algoritmů. Výrazy obličeje mění geometrii obličeje a komplikují identifikaci. Moderní přístupy využívají hluboké učení a extrakci stabilních geometrických rysů, například vzdáleností mezi klíčovými body.
Plastické operace, jako je facelifting nebo úprava nosu, dramaticky mění vzhled obličeje, což ztěžuje rozpoznání. Algoritmy využívající Gaborovy filtry a texturální rysy pomáhají tento problém zmírnit, ale další výzkum je stále potřeba.
Stárnutí mění strukturu obličeje a vzhled vrásek, což ovlivňuje přesnost rozpoznání. Databáze, jako FGNET a MORPH, slouží k tréninku algoritmů odolných vůči stárnutí. Moderní metody, například auto-enkodéry, umožňují lépe modelovat proces stárnutí a identifikovat stabilní rysy.
Nízké rozlišení snímků, například z bezpečnostních kamer, vede ke ztrátě detailů obličeje, což snižuje přesnost. Metody super-rozlišení nebo přizpůsobení algoritmů nízko-rozlišovacím datům mohou tento problém částečně řešit.

## Metody v rozpoznávání obličejů
Metody a algoritmy v rozpoznávání obličejů se vyvíjely od tradičních přístupů až po moderní techniky založené na hlubokém učení. Tradiční metody, jako PCA a LDA, byly klíčové v raných fázích výzkumu. Zatímco moderní algoritmy, například CNN, přinesly zásadní pokroky v přesnosti a robustnosti v reálných podmínkách.
Analýza hlavních komponent (PCA) byla jednou z prvních technik použitých pro redukci dat při rozpoznávání obličejů. Metoda zdůrazňuje klíčové rysy, které umožňují klasifikaci, a její efektivita spočívá v jednoduchosti a rychlosti. Nicméně, PCA není schopna dostatečně dobře řešit komplexní variace v obrazech, což omezuje její použitelnost v reálném světě.
Lineární diskriminační analýza (LDA) na rozdíl od PCA klade důraz na odlišnost mezi jednotlivými třídami. Tato metoda je ideální pro rozpoznávání obličejů v prostředích, kde je potřeba vysoká přesnost klasifikace. LDA však naráží na omezení při vysoké variabilitě vstupních dat, což vyžaduje její kombinaci s jinými metodami.
Konvoluční neuronové sítě (CNN) jsou považovány za nejvýkonnější metodu v rozpoznávání obličejů. Automaticky extrahují klíčové rysy, což eliminuje nutnost manuálního výběru. Díky své flexibilitě zvládají širokou škálu scénářů, například rozpoznání při různých úhlech nebo osvětlení.
Lokální binární vzory (LBP) poskytují efektivní reprezentaci textur a jsou často využívány v kombinaci s jinými algoritmy. Díky své jednoduchosti a nízkým výpočetním nárokům se LBP hodí pro aplikace, kde je klíčová rychlost.
Nezávislá komponentní analýza (ICA) umožňuje odhalit nezávislé struktury v datech, což zlepšuje schopnost systému analyzovat obličejové rysy v prostředích s vysokou variabilitou. Tato metoda je účinná zejména tam, kde PCA selhává.
Lineární reprezentace (LRC) využívá lineární kombinaci tréninkových vzorků k reprezentaci testovacího vzorku a následně určují příslušnost k třídě na základě minimální odchylky (rezidua). Tyto metody zahrnují tři kroky: kódování, při kterém se počítají koeficienty lineární kombinace, aproximaci podprostoru, kde se analyzují příslušnosti k jednotlivým třídám, a klasifikaci, která přiřazuje vzorku třídu s nejnižší odchylkou.